# Münif Pascha

Münif Pascha

Mehmet Tahir Münif Pascha (osmanisch محمّد طاهر منيف پاشا Mehmed Tahir Münif Paşa, İA Meḥemmed Ṭāhir Münīf Paşa; * 1828/1829 in Antep; † 1910 in Istanbul) war ein hoher osmanischer Staatsmann und Reformer des osmanischen Bildungssystems während der Tanzimat-Zeit.

## Leben
Münif Pascha stammte aus einer Ulema-Familie in Antep. Er erhielt dort sowie in Kairo und Damaskus eine traditionelle osmanische Medrese-Ausbildung. Seine Karriere begann er als Beamter in der Provinzverwaltung des Vilâyet Damaskus. Im Jahr 1852 trat er eine Position als Persisch- und Arabischübersetzer in der Übersetzungskanzlei (ترجمه اوداسى Tercüme Odası) der Hohen Pforte an. Hier knüpfte er Kontakte zu reformorientierten Osmanen. In Istanbul lernte er Französisch. Während einer Tätigkeit als stellvertretender Botschaftssekretär an der Osmanischen Botschaft in Berlin lernte er zudem Deutsch.
Nach seiner Rückkehr nach Istanbul wurde er durch seine Zeitungsartikel in der جريده حوادث Cerīde-yi Ḥavādis bekannt. In der Folge wurde er 1862 zum Vorsitzenden der Übersetzungskanzlei ernannt.
1859 veröffentlichte er die Anthologie محاوراتِ حكميه Muḥāverāt-ı Ḥikemiyye, deutsch ‚Philosophische Reden‘, worin er Zitate von Voltaire, François Fénelon und Bernard le Bovier de Fontenelle übersetzte. 1861 gründete er die Osmanische Wissenschaftliche Gesellschaft und brachte ihre Zeitschrift مجموعه فنون Mecmūʿa-yi Fünūn, deutsch ‚Zeitschrift der [säkularen] Wissenschaften‘ heraus.
Münif vertrat die Ansicht, die im Osmanischen Reich verwendete arabische Schrift müsse reformiert werden. Er sah die arabische Schrift als der lateinischen unterlegen und als einen Faktor für die Verbreitung des Analphabetismus im Imperium. Er beklagte, diesbezüglich keine Reformen durchgeführt haben zu können.
Nachdem Münif für einige Zeit Vorsitzender des Bildungsrats (مجلسِ معارف Meclis-i Maʿārif) war, wurde er für fünf Jahre zum osmanischen Botschafter in Teheran ernannt.
Ab 1877 war Münif dreimal Bildungsminister des Osmanischen Reichs. Während seiner zweiten Amtsperiode (1878–1880) wurde Abdülhamid II. zum Sultan. Münif unterrichtete Sultan Abdülhamid in Politischer Ökonomie. Abdülhamid war sehr daran interessiert, moderne Bildung auf sein ganzes Reich auszuweiten. Dennoch misstraute er Münif aufgrund seines Eifers und blockierte einige Male seine Karriere. Als Münif zum Wesir aufstieg und von nun an zu Münif Pascha wurde, wurde er vom Sultan dem Gesundheitsrat (Meclis-i Sıhhiye) zugewiesen. Von 1885 bis 1891 war er ein letztes Mal Bildungsminister. Bis 1895 hatte er keinen Posten inne, erhielt aber weiterhin Bezüge. 1895 wurde er als Sonderbeauftragter des Osmanischen Reichs zum Jubiläum von Schah Naser al-Din nach Teheran geschickt, wo er nach dem Attentat auf Naser al-Din eine kurze Weile als Botschafter blieb. 1896 trat Münif Pascha in den Ruhestand und verbrachte die Jahre bis zu seinem Tod 1910 in seinem Landhaus in Erenköy, außerhalb von Istanbul (heute ein Bezirk im Stadtteil Kadıköy). Das Landhaus wurde zum bekannten Treffpunkt osmanischer und ausländischer Gelehrter.

## Wirken
Münif Pascha war in islamischer Kultur erzogen und zugleich Verehrer westlicher Zivilisation, wie es zur Tanzimat-Zeit üblich war. Er galt als Poet, obwohl er nicht viel Literatur veröffentlichte. Sein poetisches Hauptwerk ist داستانِ آل عثمان Dāsitān-i Āl-Osmān, deutsch ‚Epos des Hauses von Osman‘ von 1881. Er veröffentlichte außerdem Übersetzungen wie das oben erwähnte Werk mit Voltaires Zitaten. Andere Bücher von ihm sind Editionen seiner Vorlesungen in Jura und politischer Wirtschaft an der Darülfünun in Istanbul. Er gilt als reformierender, westlich orientierter Staatsmann und als einer der Gründerväter des modernen Bildungssystems der Türkei.